# Adam Morrison
Adam John Morrison (* 19. Juli 1984 in Glendive, Montana) ist ein ehemaliger US-amerikanischer Basketballspieler. Er besuchte die Mead High School in Spokane, einer Stadt im Bundesstaat Washington. Morrison wurde nach einer erfolgreichen Zeit in der US-amerikanischen Collegeliga NCAA trotz einer Diabetes-Erkrankung als dritter Spieler im NBA-Draft der am höchsten dotierten Profiliga NBA ausgewählt und gewann im Kader der Los Angeles Lakers 2009 und 2010 die Meisterschaft dieser Liga. Nach einem Jahr Verletzungspause setzte Morrison seine Karriere in Europa fort und spielte 2012 in Istanbul für Beşiktaş.

## College
Nach der High School nahm er ein Sportstipendium für Basketball an der Gonzaga University in Spokane an. Im dritten Jahr (Junior) entschied er sich, Profi zu werden und verließ nach der Saison das College frühzeitig, um sein Können in der NBA unter Beweis zu stellen. In der Saison 2005/06 führte er die Collegeliga NCAA mit 28,1 Punkten pro Spiel als bester Punktesammler an.

## Profikarriere
Im NBA Draft des Jahres 2006 wurde er hinter Andrea Bargnani und LaMarcus Aldridge an Position drei von den Charlotte Bobcats gewählt. Der 2,03 m große Morrison spielte auf der Position des Small Forward. Am 1. November 2006 feierte er sein NBA-Debüt gegen die Indiana Pacers. Gegen diese Mannschaft erzielte er auch seine bisherige Karrierebestleistung (30 Punkte) am 30. Dezember 2006.
Schlagartig landesweit bekannt wurde er durch einen fünfseitigen Artikel in der Sports Illustrated während seines ersten College-Jahres, bei dem jedoch nicht seine sportliche Leistung, sondern seine Diabetes-Erkrankung im Vordergrund stand. Seitdem gilt er bei vielen Diabeteskranken, vor allem bei Kindern und ihren Eltern als ein Vorbild, was trotz der Erkrankung erreicht werden kann.
Sein erstes Jahr schloss Morrison mit 11,8 Punkten, 2,9 Rebounds und 2,1 Assists ab und wurde in das NBA All-Rookie Second Team berufen. Die Saison 2007/08 musste er aufgrund einer schweren Knieverletzung vollständig aussetzen. Er kehrte zur Saison 2008/09 wieder zu den Bobcats zurück, konnte sich jedoch nicht mehr in die Rotation spielen, so dass er am 7. Februar 2009 zusammen mit seinem Teamkollegen Shannon Brown für Vladimir Radmanović zu den Los Angeles Lakers getradet wurde. Auch bei den Lakers gelang ihm der Durchbruch nicht und er kam über die Rolle als Ersatzspieler nicht hinaus. Mit den Lakers gewann er dennoch 2009 und 2010 die NBA-Meisterschaft. Nach der Saison wurde Morrison von diesen entlassen und schloss sich für die Vorbereitungsphase zur Saison 2010/11 den Washington Wizards an, wurde jedoch nicht in den finalen Kader übernommen.
Während der Saison 2010/11 fand er kein NBA-Team, das ihn unter Vertrag nehmen wollte. Er trainierte daraufhin individuell, um seine Verletzungen auszukurieren. Zur Saison 2011/12 wechselte er nach Europa und unterschrieb einen Vertrag bei KK Roter Stern Belgrad in Serbien. Dieser wurde im Dezember 2011 aufgelöst. Im Januar 2012 schloss sich Morrison Beşiktaş Milangaz in der Türkei an, verließ diesen Verein aber bereits nach drei Monaten noch vor Saisonende.
Seinen letzten NBA-Comebackversuch startete Morrison im Sommer 2012, als er für die Portland Trail Blazers im erweiterten Kader der Saisonvorbereitung stand, jedoch keinen Platz für die Saison 2012/13 erspielen konnte. Nachdem ein weiteres Engagement in der NBA ausblieb, verkündete Morrison seinen Rücktritt vom Profisport.
Im Juli 2013 kehrte er zu seiner ehemaligen Universität Gonzaga zurück und wurde in den Trainerstab des Basketballteams aufgenommen.